# Shirin Aumeeruddy-Cziffra

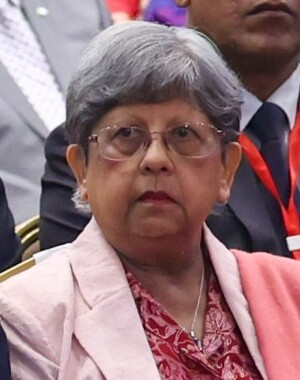
Aumeeruddy-Cziffra (2025)

Shirin Aumeeruddy-Cziffra ist eine mauritische Juristin, Politikerin und Diplomatin. Aumeeruddy-Cziffra war die erste muslimische, weibliche Abgeordnete der mauritischen Nationalversammlung sowie die erste muslimische, weibliche Ministerin des Inselstaates. Seit 2012 leitet sie als Richterin das Public Bodies Appeal Tribunal (PBAT), ein Gerichtshof zur Klärung von Streitigkeiten zwischen dem Staat, dessen Beamten sowie den lokalen Gemeinden.

## Leben
Aumeeruddy-Cziffra studierte nach ihrem Schulabschluss Recht an der Inns of Court School of Law in Großbritannien. Sie setzte sich bereits in jungen Jahren für Frauen- und Kinderrechte in Mauritius ein und gründete unter anderem 1974 die Ligue Feministe und 1977 die Solidarité Femme in Mauritius.

### Politische Karriere
1976 wurde sie als erste muslimische, weibliche Abgeordnete in die mauritische Nationalversammlung gewählt und vertrat für 15 Jahre den Wahlkreis von Rose Hill. Gemeinsam mit 19 anderen Frauen kämpfte sie gegen den damaligen Immigration and Deportation Act, der es Ehefrauen von ausländischen Beamten untersagte einen Aufenthaltsstatus in Mauritius zu erhalten. Sie gewann den Rechtsstreit 1981, und nachdem sie 1982 zur Ministerin für Frauenrechte und Familie ernannt wurde, verabschiedete sie selbst als Ressortleiterin die Gesetzesnovelle.
Bereits kurze Zeit nach ihrem Wechsel ins Ministeramt, stieg sie zur Generalstaatsanwältin des Landes auf (1982–83), anschließend wechselte sie wieder in die Regierung als Ministerin für Justiz. Nach ihrem Ministeramt wurde Aumeeruddy-Cziffra 1987 Bürgermeisterin der zweitgrößten Stadt Mauritius, Beau Bassin-Rose Hill. Zwischen 1992 und 1995 war Aumeeruddy-Cziffra als Botschafterin für Mauritius ernannt und war zeitgleich in Paris, Rom, Madrid und Lissabon akkreditiert und war zudem als Vertreterin bei der UNESCO tätig. Von 1993 bis 1994 leitete sie den Ständigen Rat der Frankophonie und organisierte unter anderem die fünfte Konferenz der Frankophonie auf Mauritius.
Ab 1994 intensivierte Aumeeruddy-Cziffra ihr Engagement für Frauenrechte, unter anderem gründete sie gemeinsam mit anderen Mitstreiterinnen 1996 die Femmes Afrique Solidarité in Genf. Sie ist bis heute Mitglied der Organisation, ist jedoch inzwischen nur noch im Beirat aktiv. Sie war zudem Mitglied des Vorstandes Institute for Human Rights and Democracy in Africa (Banjul, Gambia) sowie Interights (London). Von 2003 bis 2011 übte sie das Amt der Kinderombudsfrau von Mauritius aus.
Seit 2012 leitet Aumeeruddy-Cziffra als Richterin  das Public Bodies Appeal Tribunal (PBAT), ein Gerichtshof zur Klärung von Streitigkeiten zwischen dem Staat, dessen Beamten sowie den lokalen Gemeinden.

### Auszeichnungen
Aumeeruddy-Cziffra erhielt 2004 die Ehrendoktorwürde der Sorbonne I. 2006 erhielt sie den Tombouctou-Award für ihre Friedensarbeit der Femmes Afrique Solidarité in Afrika. Am 14. Juli 2015 wurde sie als Ritterin in die Französische Ehrenlegion aufgenommen.

### Privat
Aumeeruddy-Cziffra ist verheiratet und hat zwei Kinder. Ihre Muttersprache ist mauritisches Kreol, sie spricht zudem Englisch und Französisch.